# 沙道城堡

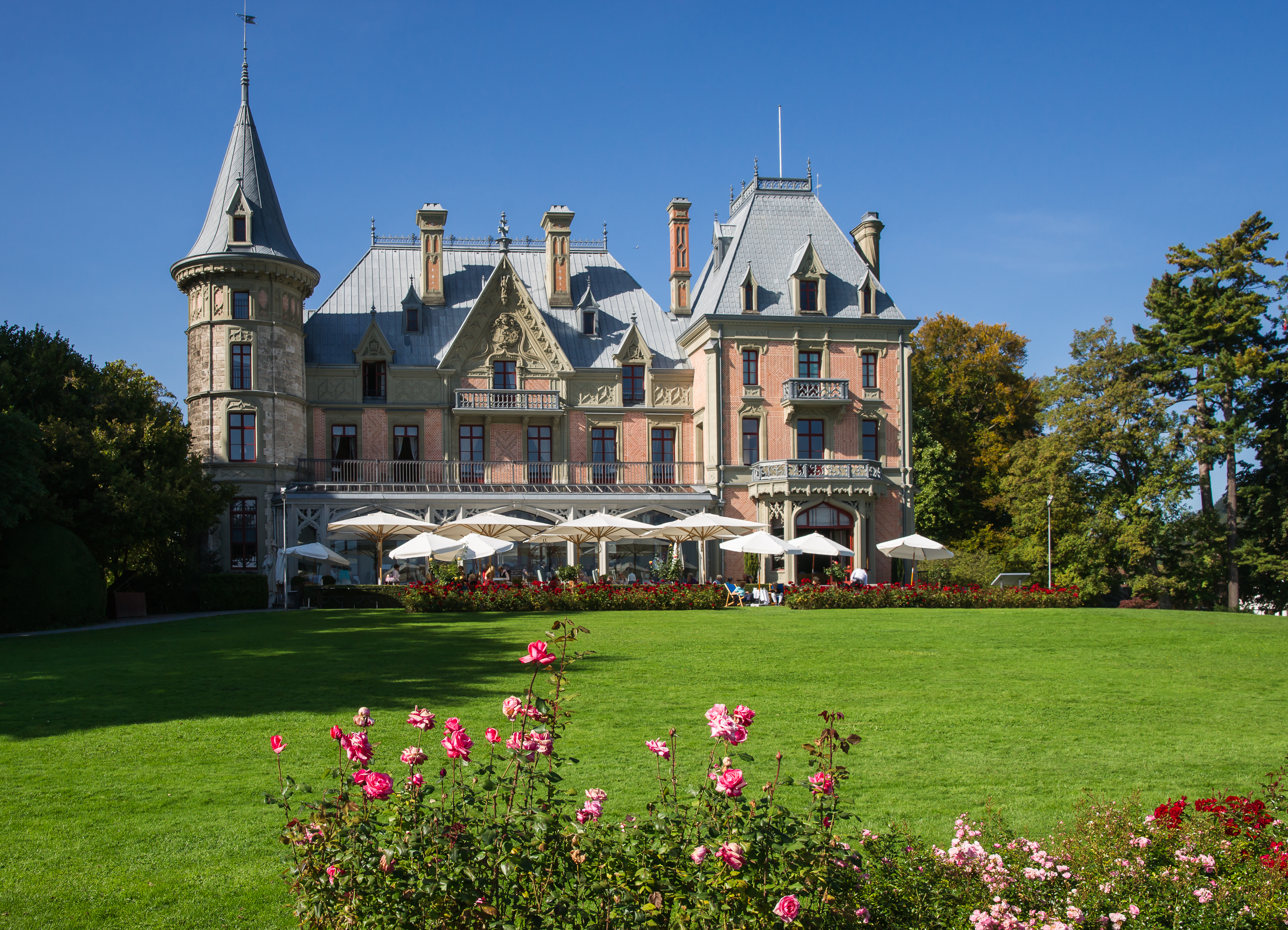
沙道城堡

沙道城堡（德語：Schloss Schadau）是位於瑞士城市圖恩的一座城堡建築。沙道城堡被指定為瑞士國家遺產。沙道城堡修建於1846年至1854年期間，是一座新哥特式風格建築。現在沙道城堡由一家基金會所有。

## 历史
沙道城堡位于沙道公园里，是在1846年和1854年之间建造的。自1925年沙道城堡隶属于图恩市。城堡内有一家饭店和一个食物博物馆。从1972年到1992年沙道城堡进行了假面装修。

## 外部連結
- Informations about the castle （页面存档备份，存于）
- Schlossrestaurant Arts （页面存档备份，存于）
- Swiss Gastronomy-Museum （页面存档备份，存于）
- Pictures of the castle （页面存档备份，存于）

46°44′46″N 7°38′14″E / 46.746111°N 7.637222°E